# Сук (Канада)
Сук (англ. Sooke) — окружний муніципалітет в Канаді, у провінції Британська Колумбія, у складі регіонального округу Кепітел.

## Населення
За даними перепису 2016 року, окружний муніципалітет нараховував 13001 особу, показавши зростання на 13,7%, порівняно з 2011-м роком. Середня густота населення становила 229,6 осіб/км².
З офіційних мов обидвома одночасно володіли 1 260 жителів, тільки англійською — 11 705, тільки французькою — 5, а 10 — жодною з них. Усього 660 осіб вважали рідною мовою не одну з офіційних, з них 15 — українську.
Працездатне населення становило 65,3% усього населення, рівень безробіття — 6,2% (6,6% серед чоловіків та 6% серед жінок). 85,1% осіб були найманими працівниками, а 13,3% — самозайнятими.
Середній дохід на особу становив $42 431 (медіана $34 410), при цьому для чоловіків — $52 628, а для жінок $32 717 (медіани — $44 544 та $27 328 відповідно).
31,9% мешканців мали закінчену шкільну освіту, не мали закінченої шкільної освіти — 16,7%, 51,4% мали післяшкільну освіту, з яких 29,4% мали диплом бакалавра, або вищий, 70 осіб мали вчений ступінь.
| Статево-вікова структура населення | Статево-вікова структура населення | Статево-вікова структура населення | Статево-вікова структура населення | Статево-вікова структура населення |
| ---------------------------------- | ---------------------------------- | ---------------------------------- | ---------------------------------- | ---------------------------------- |
|                                    |                                    |                                    |                                    |                                    |
| Всього                             | Всього                             | 48,8%51,2%                         |                                    |                                    |
| 0 — 14 років                       | 0 — 14 років                       |                                    | 17,9%                              | 17,9%                              |
| 15 — 64 років                      | 15 — 64 років                      |                                    | 65,6%                              | 65,6%                              |
| 65 і більше                        | 65 і більше                        |                                    | 16,5%                              | 16,5%                              |
| 85 і більше                        | 85 і більше                        |                                    | 1,3%                               | 1,3%                               |
| 100 і більше                       | 100 і більше                       |                                    | 0%                                 | 0%                                 |
| Середній вік (років)               | Середній вік (років)               | 40,742,0                           | 41,3                               | 41,3                               |
| Медіана (років)                    | Медіана (років)                    | 42,044,0                           | 42,9                               | 42,9                               |
| — чоловіки — жінки                 |                                    |                                    |                                    |                                    |

| Походження мешканців:     | Походження мешканців:     | Походження мешканців: | Походження мешканців: | Походження мешканців: |
| ------------------------- | ------------------------- | --------------------- | --------------------- | --------------------- |
| Походження                |                           |                       | осіб                  | %                     |
| Корінні американці        | Корінні американці        |                       | 1 120                 | 8.68%                 |
| Інше північноамериканське | Інше північноамериканське |                       | 4 125                 | 31.98%                |
| Європейське               | Європейське               |                       | 10 885                | 84.38%                |
| британське                | британське                |                       | 8 570                 | 66.43%                |
| французьке                | французьке                |                       | 1 925                 | 14.92%                |
| українське                | українське                |                       | 710                   | 5.5%                  |
| Латинськоамериканське     | Латинськоамериканське     |                       | 85                    | 0.66%                 |
| Карибське                 | Карибське                 |                       | 50                    | 0.39%                 |
| Африканське               | Африканське               |                       | 90                    | 0.7%                  |
| Азійське                  | Азійське                  |                       | 490                   | 3.8%                  |
| Океанійське               | Океанійське               |                       | 60                    | 0.47%                 |

| Зайнятість населення за галузями (за класифікацією NOC): | Зайнятість населення за галузями (за класифікацією NOC): | Зайнятість населення за галузями (за класифікацією NOC): | Зайнятість населення за галузями (за класифікацією NOC): | Зайнятість населення за галузями (за класифікацією NOC): |
| -------------------------------------------------------- | -------------------------------------------------------- | -------------------------------------------------------- | -------------------------------------------------------- | -------------------------------------------------------- |
|                                                          |                                                          |                                                          |                                                          |                                                          |
| Управління                                               | Управління                                               |                                                          | 8,5%                                                     | 8,5%                                                     |
| Бізнес, фінанси та адміністрування                       | Бізнес, фінанси та адміністрування                       |                                                          | 15,7%                                                    | 15,7%                                                    |
| Природничі та прикладні науки                            | Природничі та прикладні науки                            |                                                          | 6%                                                       | 6%                                                       |
| Охорона здоров'я                                         | Охорона здоров'я                                         |                                                          | 7,1%                                                     | 7,1%                                                     |
| Освіта, правозахист, муніципальні та урядові служби      | Освіта, правозахист, муніципальні та урядові служби      |                                                          | 13,8%                                                    | 13,8%                                                    |
| Мистецтво, культура, відпочинок та спорт                 | Мистецтво, культура, відпочинок та спорт                 |                                                          | 2,6%                                                     | 2,6%                                                     |
| Роздрібна торгівля та послуги                            | Роздрібна торгівля та послуги                            |                                                          | 24,5%                                                    | 24,5%                                                    |
| Гуртова торгівля, транспорт та обладнання                | Гуртова торгівля, транспорт та обладнання                |                                                          | 17,6%                                                    | 17,6%                                                    |
| Природні ресурси, сільське господарство                  | Природні ресурси, сільське господарство                  |                                                          | 2,2%                                                     | 2,2%                                                     |
| Виробництво                                              | Виробництво                                              |                                                          | 2,1%                                                     | 2,1%                                                     |

## Клімат
Середня річна температура становить 9,7°C, середня максимальна – 19,7°C, а середня мінімальна – -1,3°C. Середня річна кількість опадів – 1 302 мм.
| Клімат поселення                              | Клімат поселення | Клімат поселення | Клімат поселення | Клімат поселення | Клімат поселення | Клімат поселення | Клімат поселення | Клімат поселення | Клімат поселення | Клімат поселення | Клімат поселення | Клімат поселення | Клімат поселення |
| Показник                                      | Січ.             | Лют.             | Бер.             | Квіт.            | Трав.            | Черв.            | Лип.             | Серп.            | Вер.             | Жовт.            | Лист.            | Груд.            |                  |
| Середній максимум, °C                         | 8,88             | 10,12            | 11,36            | 13,56            | 16,46            | 18,97            | 19,28            | 19,68            | 17,46            | 13,25            | 9,32             | 7,26             |                  |
| Середня температура, °C                       | 3,81             | 5,05             | 6,28             | 8,48             | 11,39            | 13,90            | 16,13            | 16,52            | 14,30            | 10,09            | 6,17             | 4,10             |                  |
| Середній мінімум, °C                          | −1,26            | −0,02            | 1,20             | 3,39             | 6,31             | 8,81             | 12,97            | 13,36            | 11,13            | 6,92             | 3,01             | 0,94             |                  |
| Норма опадів, мм                              | 209              | 147              | 119              | 82               | 49               | 33               | 23               | 32               | 49               | 128              | 224              | 207              |                  |
| Середньомісячна швидкість вітру, м/с          | 3.67             | 3.49             | 3.58             | 3.58             | 3.54             | 3.57             | 3.40             | 3.07             | 2.72             | 2.91             | 3.62             | 3.69             |                  |
| Середньомісячна сонячна радіація, кДж/м²·день | 3262             | 6200             | 9813             | 14717            | 18558            | 20023            | 21002            | 18029            | 13260            | 7156             | 3681             | 2600             |                  |
| --------------------------------------------- | ---------------- | ---------------- | ---------------- | ---------------- | ---------------- | ---------------- | ---------------- | ---------------- | ---------------- | ---------------- | ---------------- | ---------------- | ---------------- |
| Джерело:                                      |                  |                  |                  |                  |                  |                  |                  |                  |                  |                  |                  |                  |                  |